# ニャフルル
ニャフルル（スワヒリ語: Nyahururu）は、ケニアのライキピア (カウンティ)にある町。ナクルの東に位置する。かつては中央州ニャンダルア県の県都であったが、オルカロウに移転した。都市部の人口は2万7451人である。

## 概要
建設当初は近くのエワソンギロ川にある落差70mの「トムソンの滝」にちなんで、トムソンフォールズ (Thomson Falls) と名づけられた。ニエリ-ルムルティ間の道とニエリ-ナクル間の道の交差点に位置し、1929年にはギルギルから鉄道が延伸、発展を見た（鉄道は後に廃線）。かつては木材加工が盛んで、国営鉛筆会社が工場を置いた。製乳の拠点でもあった。
町外れには質の高い教育を提供する私立エジャートン大学のライキピアキャンパスがあり、人生の成功を目指して多くの学生が通っている。
ニャフルルの一帯は農業が基幹産業で、主に北部ではトウモロコシが、南部ではジャガイモが生産される。近年では冷涼な気候、土壌、安価な労働力から花き農家が増えている。
この標高の高さゆえ、重要な大会を控えたマラソンやクロスカントリーの選手がよく合宿に来る。北京オリンピックの男子マラソンで金メダルをとったサムエル・ワンジルなど、これまでに多くの陸上競技選手を輩出している。
2006年には福音派の汎アフリカン神学校が近郊に開校した。ニャフルルにはもう一校、エマニュエル聖書研究所という学校があるが、神学のほかにも音楽やさまざまな器楽のコースがある。
2010年にはスーパーマーケットで聖書2冊を万引きしたため、リンチされかけた女を警察が助け出すという事件が起こり、国内外で報じられた。

## 出身有名人
- サムエル・ワンジル - 陸上競技選手
- エリック・ワイナイナ - 陸上競技選手
- マーティン・マサシ - 陸上競技選手
- ジュリアス・カリウキ - 陸上競技選手
- ダニエル・ジェンガ - 陸上競技選手
- ジョン・ヌグギ - 陸上競技選手
- ジョセフ・エブヤ - 陸上競技選手
- ギタウ・ダニエル - 陸上競技選手